# Pimelodus pantaneiro
Pimelodus pantaneiro är en fiskart som beskrevs av Souza-filho och Shibatta 2007. Pimelodus pantaneiro ingår i släktet Pimelodus och familjen Pimelodidae. Inga underarter finns listade i Catalogue of Life.